# Carmen, Cebu
Carmen là một đô thị hạng 3 của tỉnh Cebu, Philippines. Theo điều tra dân số năm 2007, đô thị này có dân số 41.279 người.

## Các đơn vị dân cư
Carmen được chia thành các đơn vị hành chính gồm 21 khu dân cư (khu phố) (barangay).
| - Baring - Bliss - Cantipay - Cantumog - Cantucong - Caurasan - Corte - Dawis Norte - Dawis Sur - Cogon East - Hagnaya - Ipil | - Lanipga - Liboron - Lower Natimao-an - Luyang - Poblacion (Main Barangay of Carmen) - Puente - Sac-on - Triumfo - Upper Natimao-an - Cogon West |